# Miguel Sansores
Miguel Ángel Sansores Sánchez, noto semplicemente come Miguel Sansores (Mérida, 28 aprile 1991), è un calciatore messicano, attaccante del Puntarenas.

## Caratteristiche tecniche
È un centravanti.

## Carriera
Cresciuto nel settore giovanile del Monarcas Morelia, ha esordito in prima squadra il 10 marzo 2010 disputando l'incontro di Coppa Libertadores perso 2-0 contro il Deportivo Cuenca.